# Ichneumon iranicus
Ichneumon iranicus är en stekelart som först beskrevs av Heinrich 1929.  Ichneumon iranicus ingår i släktet Ichneumon och familjen brokparasitsteklar. Inga underarter finns listade i Catalogue of Life.